# 奈良県道路公社
奈良県道路公社（ならけんどうろこうしゃ）は、奈良県を設立団体とした地方道路公社。1985年5月1日設立、2019年3月31日解散。

## 管理していた道路
- 第二阪奈有料道路（当時国道308号）

※阪神高速13号東大阪線と接続、大阪府道路公社との共同運用、2019年4月1日に直轄区間である国道163号へ編入の上、NEXCO西日本へ移管